# 2018年ATP世界巡迴賽總決賽
2018年日東電工ATP世界巡回赛总决赛（2018 Nitto ATP World Tour Finals）是2018年11月11日-11月18日在英国伦敦的O2体育馆举行的男子網球巡迴賽。

## 獎金和積分
| 階段           | 單打        | 雙打      | 積分 |
| -------------- | ----------- | --------- | ---- |
| 決賽勝者       | +$1,280,000 | +$200,000 | 500  |
| 準決賽勝者     | +$620,000   | +$103,000 | 400  |
| 循環賽 (每1勝) | $203,000    | $38,000   | 200  |
| 出席費         | $203,000    | $100,000  | –    |
| 候補者         | $110,000    | $38,000   | –    |

- 雙打獎金以組為單位
- 全勝冠軍(undefeated champion)可獲得1500分與$2,712,000（單打）/$517,000（雙打）[1]

## 冠軍得主

### 單打
亞歷山大·茲維列夫 擊敗  諾瓦克·喬科維奇（6–4, 6–3）
- 亞歷山大·茲維列夫贏得了生涯首座ATP年終賽單打冠軍，同時也是他本賽季第四座、生涯第10座冠軍。

### 雙打
麥克·布萊恩 /  傑克·索克 擊敗  皮埃爾-于格·埃貝爾 /  尼古拉·馬俞（5–7, 6–1, [13–11]）